# Maria Antonietta Terzoli
Maria Antonietta Terzoli (Como, 27 novembre 1954) è una scrittrice, filologa e italianista italiana, che si occupa in particolare dello studio della letteratura italiana tra il Trecento e il Novecento.

## Biografia
Ha svolto studi universitari presso Pavia, Bologna e Ginevra, quindi è stata docente di Letteratura italiana presso l'Università di Ginevra e l'Università di Zurigo, per poi passare all'Università di Basilea, dove è diventata ordinaria di Letteratura italiana nel 1991 ed è stata, tra il 2000 e il 2017, direttrice dell'Istituto di Italianistica.

## Riconoscimenti
- Premio Cesare Angelini - Opera Prima (1989)
- Premio Nuova Antologia (sezione giovani, 1990)
- Premio Marino Moretti per la Filologia italiana (2005), con Le prime lettere di Jacopo Ortis – Un giallo editoriale tra politica e censura[2][4]

## Pubblicazioni principali
- Maria Antonietta Terzoli, Zygmunt Baranski, Voci sull'Inferno di Dante: una nuova lettura della prima cantica, Roma, Carocci Editore, 2021, ISBN 9788829010660.
- (DE) Maria Antonietta Terzoli, Petrarca und die bildenden Künste, Berlin, De Gruyter, 2021, ISBN 9783110686968.
- Maria Antonietta Terzoli, Gadda: guida al Pasticciaccio, Roma, Carocci Editore, 2016, ISBN 9788843084685.
- Maria Antonietta Terzoli, Invenzione del moderno: forme, generi e strutture da Parini a Foscolo, Roma, Carocci Editore, 2017, ISBN 9788843088966.
- Maria Antonietta Terzoli, Nell'atelier dello scrittore: innovazione e norma in Leopardi, Roma, Carocci Editore, 2010,  p. 176, ISBN 9788843053711.
- Maria Antonietta Terzoli, Le prime lettere di Jacopo Ortis. Un giallo editoriale tra politica e censura, Roma, Salerno Editrice, 2004, ISBN 9788884024657.
- Maria Antonietta Terzoli, Foscolo, Roma, Laterza, 2000 (1ª edizione),  p. 227, ISBN 9788842061731.
- Maria Antonietta Terzoli, Il libro di Jacopo: scrittura sacra nell'Ortis, Roma, Salerno, 1988, ISBN 9788884020055.